# ФК Шалке 04
Шалке 04 је немачки фудбалски клуб из града Гелзенкирхена. Шалке игра своје утакмице на Велтинс арени капацитета 61.973 гледалаца.

## Историја
На левој обали Емшера налази се део града под именом Шалке. У њему је 4. маја 1904. године основан клуб под именом Вестфалија Шалке. Две деценије касније екипа је узела данашње име и боје (краљевскоплави дресови са белим шортсевима), а убрзо су уследиле најбоље године у историји клуба, које су се поклопиле са нацистичком владавином.
Од 1933. до 1942. године Шалке 04 је ушао у девет финала првенства Немачке и освојио пет титула првака, уз један куп. На трофејима освојеним у то доба базиран је мит о клубу, који и шест деценија касније привлачи огроман број навијача. Најспектакуларнији у низу финалних мечева одигран је 23. јуна 1935, када је у Келну Шалке победио Штутгарт резултатом од 6:4, пред чак 75 хиљада људи.
После Другог светског рата успеха није било много, а једина титула освојена је 1958. године. Пет година касније Шалке 04 је био један од 16 оснивача Бундеслиге, али га је од брзог испадања спасило само проширење на 18 клубова. Најсрамнији тренутак у историји клуба догодио се 17. маја 1971, када је продат меч са Арминијом из Билефелда. Казне (дуге суспензије за већи део тима, укључујући и три немачка репрезентативца) су спречиле Шалке да се упусти у борбу за доминацију са Бајерном и Борусијом Менхенгладбахом у време када је немачки фудбал владао Европом.
Шалке је осамдесетих три пута испадао из бундеслиге (али је имао и славне тренутке - 6:6 са Бајерном у полуфиналу купа 2. маја 1984. године), а место међу најбољима учврстио је у последњих 15 година. Бројни навијачи су пунили стадион Парк (капацитет 73.000 гледалаца, изграђен 1973, пред СП 1973) и касу клуба, који се консолидовао и 1997. освојио Куп УЕФА.
Велике амбиције управе довеле су до изградње Арене на Шалки (61.000 места). Минут је недостајао да се прва сезона у Арени крунише титулом, али је гол Бајерна против Хамбургера дубоко у надокнади последњег кола однела титулу у Минхен. Од тада Шалке је освојио два немачка купа и постао редовни учесник Лиге шампиона.

## Успеси

### Национални
Бундеслига Немачке
- Првак (7): 1933/34, 1934/35, 1936/37, 1938/39, 1939/40, 1941/42, 1957/58.
- Други (10): 1932/33, 1937/38, 1940/41, 1971/72, 1976/77, 2000/01, 2004/05, 2006/07, 2009/10, 2017/18.

Куп Немачке
- Освајач (5): 1937, 1971/72, 2000/01, 2001/02, 2010/11.
- Финалиста (7): 1935, 1936, 1941, 1942, 1954/55, 1968/69, 2004/05.

Фуџи куп Немачке (претеча лига купа)
- Освајач (1) : 1996.

Лига куп Немачке
- Освајач (1): 2005.
- Финалиста (3): 2001, 2002, 2007.

Телеком куп Немачке (наследник лига купа)
- Освајач (1) : 2010.

Суперкуп Немачке
- Освајач (1): 2011.

Друга Бундеслига Немачке
- Првак (2): 1981/82, 1990/91.

### Међународни
Куп УЕФА
- Освајач (1): 1996/97.

Интертото куп
- Освајач (2): 2003, 2004.

Куп Алпа
- Освајач (1): 1968.

## Тренутни састав
Ажурирано 28. јула 2020.
| Бр. |                           | Позиција | Играч                   |
| --- | ------------------------- | -------- | ----------------------- |
| 2   | Сједињене Америчке Државе | С        | Вестон Макензи          |
| 4   | Турска                    | О        | Озан Кабак              |
| 5   | Србија                    | О        | Матија Настасић         |
| 6   | Шпанија                   | С        | Омар Маскарељ (капитен) |
| 8   | Њемачка                   | С        | Суат Сердар             |
| 9   | Белгија                   | Н        | Бенито Раман            |
| 14  | Велс                      | Н        | Раби Матондо            |
| 15  | Турска                    | Н        | Ахмед Кутуџу            |
| 16  | Мароко                    | С        | Насим Буџелаб           |
| 17  | Француска                 | О        | Бенжамен Стамбули       |
| 19  | Аустрија                  | Н        | Гвидо Бургсталер        |
| 23  | Њемачка                   | Г        | Маркус Шуберт           |
| 24  | Њемачка                   | О        | Бастијан Очипка         |
| 25  | Мароко                    | С        | Амин Харит              |

| Бр. |          | Позиција | Играч           |
| --- | -------- | -------- | --------------- |
| 26  | Сенегал  | О        | Салиф Сане      |
| 28  | Аустрија | С        | Алесандро Шеф   |
| 33  | Финска   | О        | Малик Тијао     |
| 34  | Аустрија | Г        | Михаел Лангер   |
| 37  | Њемачка  | С        | Левент Мерџан   |
| 40  | Њемачка  | С        | Џан Боздоган    |
| —   | Њемачка  | Г        | Ралф Ферман     |
| —   | Шпанија  | О        | Пабло Инсуа     |
| —   | Мароко   | О        | Хамза Мендил    |
| —   | Њемачка  | С        | Себастијан Руди |
| —   | Њемачка  | Н        | Стивен Скшибски |
| —   | Њемачка  | Н        | Седрик Тешер    |
| —   | Њемачка  | Н        | Марк Ут         |